# Margherita Piazzola Beloch
Margherita Piazzolla Beloch (Frascati, 12 de juliol de 1879 - Roma, 28 de setembre de 1976) va ser una matemàtica italiana que va treballar en geometria algebraica, topologia algebraica i fotogrametria.

## Trajectòria
Beloch va estudiar matemàtiques a la Universitat Sapienza de Roma i va escriure la seva tesi doctoral sota la direcció de Guido Castelnuovo. Es va llicenciar l'any 1908 amb Laude i "dignita 'di stampa", el que va significar que el seu treball era digne de publicació i, de fet, la seva tesi Sulle trasformazioni birazionali nello spazio (Sobre transformacions biracionals a l'espai) es va publicar en l'Annali di Matematica Pura ed Applicata.
Guido Castelnuovo va quedar molt impressionat amb el seu talent i li va oferir un lloc d'assistent que Margherita Beloch va acceptar i va ocupar fins a l'any 1919. Aquest any es va traslladar a la Universitat de Pavia i l'any següent a la Universitat d'Estudis de Palerm per treballar amb Michele De Franchis, una figura important de l'escola italiana de geometria algebraica en aquell moment.
L'any 1924, Beloch va completar la seva "libera docenza" (un títol que en aquell moment havia d'obtenir-se abans de convertir-se en docent) i tres anys després es va convertir en professora titular a la Universitat de Ferrara, on va impartir classes fins a la seva jubilació (1955).

## Treball científic
Els seus principals interessos científics van ser la geometria algebraica, la topologia algebraica i la fotogrametria.
Després de la seva tesi, va treballar a la classificació de superfícies algebraiques estudiant les configuracions de línies que podrien estar en superfícies. El següent pas va ser estudiar les corbes racionals que es troben a les superfícies i en aquest marc Beloch va obtenir un important resultat: les superfícies hiperel·líptiques de rang 2 es caracteritzen per tenir 16 corbes racionals.
Beloch també va fer algunes contribucions a la teoria de corbes algebraiques esbiaixades. Continuà treballant en les propietats topològiques de les corbes algebraiques, siguin planes o recolzades sobre superfícies reglades o cúbiques, durant la major part de la seva vida, escrivint una dotzena d'articles sobre aquests temes.
També va ser coneguda per la seva contribució a les matemàtiques del plegat de paper. En particular, el 1936, va observar com resoldre equacions de tercer grau únicament plegant paper. Va ser la primera a formalitzar un moviment d'origami que permet traçar mitjançant el doblegat del paper la recta tangent comuna en dues paràboles determinades. Com a conseqüència, va mostrar com resoldre amb origami problemes clàssics -impossibles de fer amb regla i compàs - com la trisecció de l'angle o la duplicació d'un cub. El moviment que va utilitzar es va anomenar el plec Beloch.
Al voltant de 1940 Beloch es va interessar cada cop més per la fotogrametria i l'aplicació de les matemàtiques, i en particular de la geometria algebraica.

## Vida personal
Margherita Piazzola Beloch va néixer al si d'una família multicultural i internacional. Filla de l'historiador alemany Karl Julius Beloch, qui va ensenyar història antiga durant 50 anys a la Universitat Sapienza de Roma, i la nord-americana Bella Bailey originària de Washington. Va tenir una germana, Dorothy Beloch, que es va dedicar al món de l'òpera.